# Stephen Thrower
Stephen Thrower (* 9. Dezember 1963 in Ashton-Under-Lyne, Greater Manchester als Andrew Stephens) ist ein englischer Musiker und Autor, der seit Mitte der 1980er im Raum London lebt.

## Musikalische Entwicklung
Thrower wurde seit seinem ersten Lebensjahr von Adoptiveltern aufgezogen und lebte einen Großteil seiner Jugend in Yorkshire. Früh begeisterte er sich für unterschiedliche künstlerische Ausdrucksformen, vor allem für Musik und Film. 1980 gründete er zusammen mit Victor Watkins und Anna Virginia War (alias Tiny, heute Mitglied bei Ultrasound) die Underground-Gruppe Possession, von denen 1984 ein einziges Album unter dem ausladenden Titel „The Thin White Arms, Obtusely Angled At The Elbow, Methodically Dipping And Emerging“ erschien. Noch während seiner Zeit bei Possession, die er 1987 verließ, stieg er 1984 bei der später bekannten Elektronik-Band Coil ein, an deren Aufnahmen der 80er Jahre er fast komplett beteiligt war. Satin Chickens, Put Put, Identical und Skullflower waren weitere Formationen, in die Thrower zeitweise involviert war – in der mit Jazzelementen spielenden Avantgarde-Band Put Put spielte er Saxophon und Klarinette, auch Identical spielten ein Crossover aus Jazz und Electronica. Letztere untermalten u. a. Werke des Performance-Künstlers Franko B und den kontroversen Film „Cling“ von Anna Thew. Thrower beendete seine Mitgliedschaft bei Coil 1992. Sein derzeitiges Musikprojekt ist die Experimentalgruppe Cyclobe, eine Band, die er zusammen mit seinem Lebensgefährten Ossian Brown betreibt. Ihre ersten beiden Alben „Luminous Darkness“ und „The Visitors“ erschienen auf dem britischen Label Phantomcode, ihre Zusammenarbeit mit Nurse With Wound, die den Titel „Paraparaparallelogrammatica“ trägt, wurde auf dem US-amerikanischen Label Beta Lactam veröffentlicht. Thrower wirkt als Gastmusiker bei den Gruppen Matmos, CoH und Amal Gamal Ensemble mit. Sein jüngstes Bandprojekt ist UnicaZürn zusammen mit David Knight.

## Filmjournalismus
Sein zweites Standbein ist seit den späten 1980ern der Filmjournalismus. Thrower ist anerkannter Spezialist für Horrorkino und für Filme jenseits des Mainstream allgemein. Von 1987 bis 1989 schrieb er für das Fanzine „Shock Xpress“, dessen Redaktion auch neben Thrower größtenteils aus Musikern des Post-Industrial bestand. Nach der Auflösung von Shock Xpress gab Thrower bis 2003 sein eigenes Filmmagazin unter dem Titel „Eyeball: The European Sex and Horror Review“ heraus. In dieser Zeitschrift, die Thrower nach einem Film Umberto Lenzis benannte, erscheinen Berichte über und Interviews mit so unterschiedlichen Regisseuren wie Alejandro Jodorowsky, Paul Morrissey, Joe D’Amato, Andrzej Żuławski, Dario Argento, Alain Robbe-Grillet, Pupi Avati und Jean-Luc Godard. Im Jahr 2003 erschienen alle 14 Ausgaben unter dem Titel „The Eyeball Compendium“ in Buchform. Weitere Buchpublikationen Throwers sind „Beyond Terror: The Films of Lucio Fulci“ von 1999 und „Nightmare USA: The Untold Story of the Exploitation Independents“ von 2007. Für die nähere Zukunft sind ein zweiter Teil von Nightmare USA und das Überblickswerk „Sadomania! A Guide To The Films of Jess Franco“ geplant. Alle selbständigen Schriften Throwers erscheinen auf FAB Press. Thrower war stets bestrebt, seine beiden Hauptinteressen zu einem intermedialen Gesamtkunstwerk zu verschmelzen. Neben den o. g. Kollaborationen nahm er mit Coil den (wegen der Ablehnung durch die Produktionsfirma nicht verwendeten) Soundtrack für den Film „Hellraiser – Das Tor zur Hölle“ von Clive Barker auf, ebenso die Musik zu Derek Jarmans „The Angelic Conversation“. Thrower war mit Jarman befreundet und wirkte als Statist in dessen Filmen „Imagining October“, „The Last of England“ und „Caravaggio“ mit. Mit Cyclobe komponierte er die Titelmusik für George Barrys „Death Bed: The Bed That Eats“, jüngst ebenso zum ersten pakistanischen Horrorfilm „Zibarkhana“.

## Tonträger (Auswahl)

### Mit Possession
- The Thin White Arms, Obtusely Angled At The Elbow, Methodically Dipping And Emerging (LP 1984)

### Mit Coil
- Scatology (LP 1984)
- Horse Rotorvator (LP 1985)
- Gold Is The Metal (With The Broadest Shoulders) (LP 1987)
- The Angelic Conversation (CD 1994)
- Unnatural History III (CD 1997)

### Mit Cyclobe
- Luminous Darkness (CD 1999)
- The Visitors (CD 2001)

## Bücher
- Beyond Terror: The Films of Lucio Fulci (1999)
- (Hrsg.) The Eyeball Compendium (2003)
- Nightmare USA: The Untold Story of the Exploitation Independents (2007)